# ألفرد فريث
ألفرد فريث (بالإنجليزية: Alfred Frith)‏ هو ممثل أسترالي، ولد في 1885، وتوفي في 24 مايو 1941.

## روابط خارجية
- ألفرد فريث على موقع IMDb (الإنجليزية)
- ألفرد فريث على موقع قاعدة بيانات الفيلم (الإنجليزية)